# Prinsessan Augusta Sofia av Storbritannien
Prinsessan Augusta Sofia av Storbritannien, född 8 november 1768, död 22 september 1840 på Clarence House, London, var en brittisk prinsessa, dotter till kung Georg III av Storbritannien och Charlotte av Mecklenburg-Strelitz. 

## Biografi
Augusta var efterlängtad av fadern, som gärna ville ha en dotter. Hon ansågs vackrare än sina äldre systrar och beskrevs som en skönhet redan som barn. Efter 1771 levde hon och hennes systrar Charlotte och Elisabet skilda från sina bröder, utom då de träffades under sina dagliga promenader. De undervisades i musik, dans, konst, engelska, franska, tyska och geografi under överinseende av sin guvernant Lady Charlotte Finch. 
Augusta var rädd för folksamlingar och så blyg att hon stammade vid möten med okända personer, och hennes enda vänner var hennes förra lärare. Hon led också av häftiga humörsvängningar som barn och kunde attackera sina lärare. Hon uppges ha varit en av de vackrare systrarna, men ska inte ha varit fåfäng, och det beskrivs hur hon lät personalen frisera och klä henne och välja ut assessorerna åt henne utan att lägga sig i saken, utan att själv visa något intresse för sitt utseende.
Augusta debuterade officiellt i sällskapslivet på sin fars födelsedagsfirande år 1782, och efter detta år åtföljde hon och hennes systrar Charlotte och Elisabeth sina föräldrar på representation till teatern, operan och hovet klädda i likadana klänningar utom vad gällde färg. Hon och hennes systrar beundrades för den vackra anblick de utgjorde med sin opersonligt lika, porslinsliknande skönhet i offentliga sammanhang, men privat levde de ett mycket enkelt liv. Kostnaderna för att klä systrarna var mycket höga och privat fick de därför klä sig mycket enkelt; under större delen av dagen bar de endast morgonrock. 
Augusta blev aldrig gift, trots att hon som brittisk prinsessa med stor hemgift var eftertraktad på äktenskapsmarknaden. Till skillnad från vad som var normen för prinsessor under hennes samtid blev hon inte bortgift i femtonårsåldern, och efter 1785 väckte hennes ogifta status alltmer förvåning. 
Georg III var ovillig att låta sina döttrar gifta sig; dels på grund av hans systrars olyckliga äktenskap, och dels för att äktenskap innebar att hans döttrar skulle gifta sig med utländska prinsar och alltså flytta utomlands, och han tyckte om deras sällskap och föredrog att de stannade hemma. Även deras mor föredrog att döttrarna stannade hemma. Systrarna fick därför leva ett överbeskyddat liv som ständigt sällskap åt sin mor. De fick aldrig träffa någon utanför hovet, och även innanför hovet övervakades vilka personer de träffade, särskilt när det gällde män; inför slottsbalerna valdes de män de skulle dansa med ut åt dem i förväg. 
Augusta var den näst äldsta av kungens döttrar, och hon och hennes syster Charlotte förväntades därför gifta sig först. Hon ansågs vara vackrare än Charlotte, och det var hon som först blev föremål för ett äktenskapsförslag. Av religiösa skäl kunde en brittisk prinsessa endast gifta in sig i ett protestantiskt kungahus, vilket gjorde att det i praktiken endast var Danmark, Sverige och de tyska furstendömena som var tänkbara. 
Sommaren 1785 utryckte det danska hovet en diskret undran om någon av de brittiska prinsessorna kunde giftas bort med Danmarks kronprins. Man undrade om ryktet som man fick veta i Sankt Petersburg var sant: "That the King of England will not consent to to send any of the English princesses to Denmark". Den brittiska ambassadören i Köpenhamn, Hugh Elliot, besökte London i juni för att höra om detta stämde, och framhävde att det danska hovet var villigt att avböja alla andra förslag om äktenskap om de hade utsikt att få en brittisk prinsessa. Kungen var dock ovillig och svarade, med hänvisning till sin syster Caroline Mathildas erfarenhet i Danmark: "After the treatment my late sister recieved, no one in my house can be desirous of the alliance", och förhindrade alla officiella förfrågningar med att säga att "all negotiation... till time may show to both Courts that it would be right to think to think of it"; han vägrade inleda några äktenskapförhandlingar fram till att den danska kronprinsens trontillträde, något som omöjliggjorde äktenskapet (kronprinsen skulle inte tillträda förrän 1808). 
Förslaget hade väckt uppståndelse vid det brittiska hovet, och när M. Guiffadiere retades med Augusta genom att påstå att hon föredrog danska pjäser uppges hon ha rodnat och utbrustit: "How can you be such a fool!"
Ett frieri lades fram av den svenska prinsen Fredrik Adolf, hertig av Östergötland år 1797, men även det undveks av hennes far. 
Den 12 januari 1804 skrev lantgreven av Hessen-Homburg till Georg III och bad om Augustas hand för sin son och tronföljares räkning, men denna gång fick Augusta inte ens veta om frieriet, och kungen följde sin vana att undvika en sådan förfrågan.
Till skillnad från sin äldre syster Charlotte, beskrivs dock Augusta som mindre missnöjd över att aldrig bli gift, utan ska ha trivts bättre med att stanna hemma hos föräldrarna. 
Hon föredrog att ägna sig åt sin myntsamling, sin syster Elisabet och sina tre yngsta bröder Ernest, Augustus och Adolphus. Hon stod mycket nära sin bror Vilhelm (senare Vilhelm IV av Storbritannien) som hon brevväxlade med under hans vistelse i Tyskland; deras kontakt betydde mycket för henne, men hennes mor ogillade den. 
När hennes far kungen år 1811 slutligen insjuknade i permanent psykisk sjukdom och hennes bror tronföljaren utsågs till regent, fick systrarna uppleva mer frihet tack vare sin bror prinsregenten.      

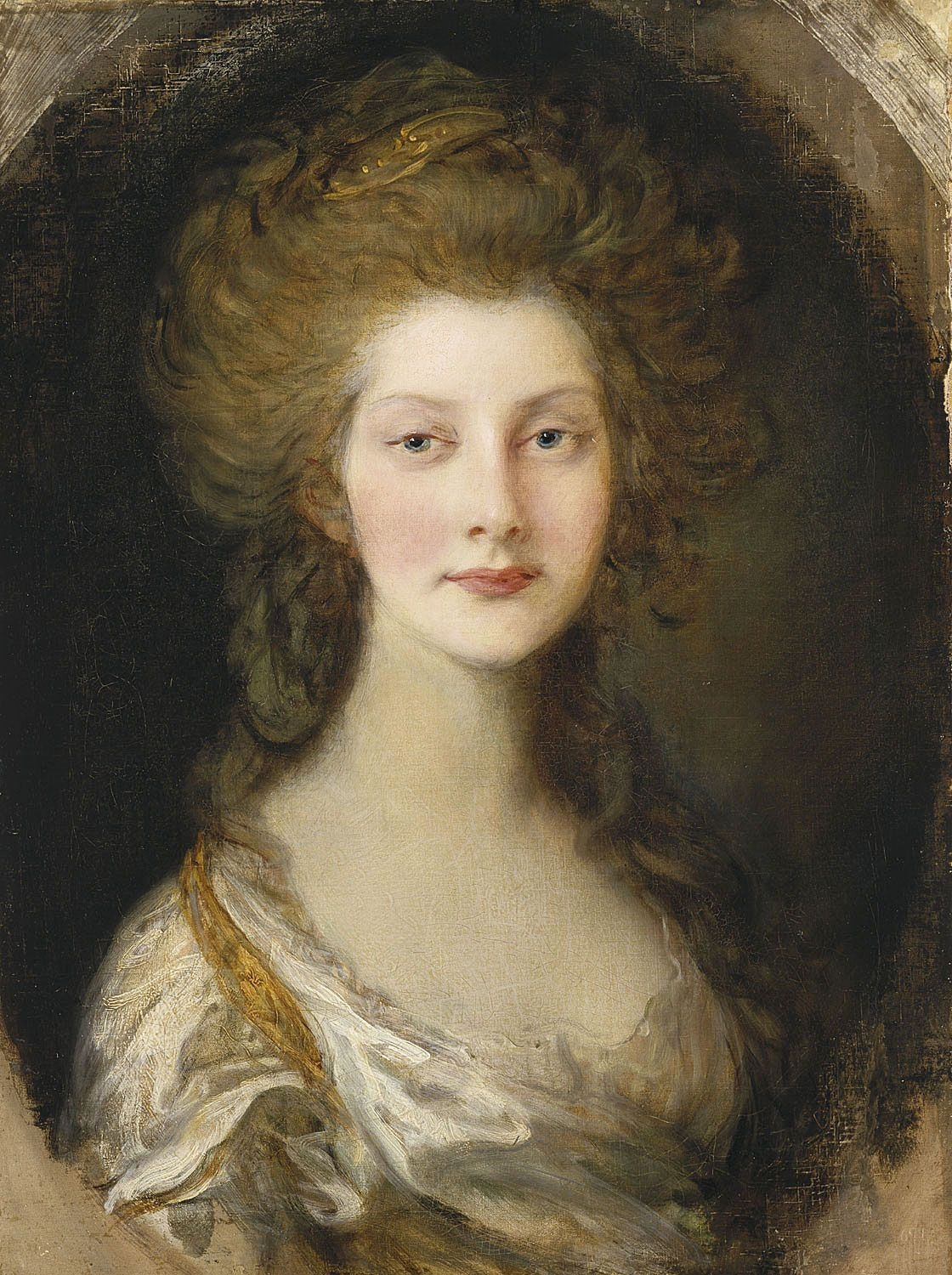
Prinsessan Augusta Sofia år 1782
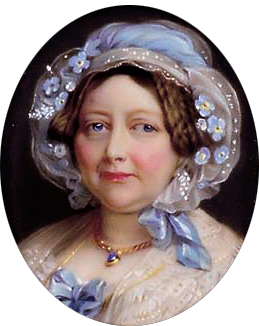
Prinsessan Augusta Sophia av Henry Pierce Bone.